# Łukowa (gmina)
Łukowa – gmina wiejska w powiecie biłgorajskim województwa lubelskiego. W latach 1975–1998 gmina należała do województwa zamojskiego.
Siedziba gminy to Łukowa.
Według danych z 31 grudnia 2006 gminę zamieszkiwało 4506 osób.
Gmina Łukowa została utworzona w ramach carskiej reformy administracyjnej lat 1864–1866 jako jedna z 14 gmin powiatu biłgorajskiego guberni lubelskiej Królestwa Polskiego. W latach 1912–1915 wchodziła w skład guberni chełmskiej. W 1919 roku gmina znalazła się w woj. lubelskim.
Według stanu na 30 września 1921 gmina Łukowa obejmowała miejscowości Borowiec, Borowiec-Błonie, Borowiec-Kozaki, Chmielek, Fryszarka, Kozaki, Łukowa, Łukowa-Plebania, Łukowa-Podsośnina, Łukowa-Słoboda, Maziarze, Osuchy, Pisklaki, Szarajówka i Szostaki. Gmina liczyła 6562 mieszkańców.
Po zniesieniu gmin w reformie administracyjnej 1954 roku obszar gminy Łukowa zajęła gromada Łukowa. Gmina Księżpol została odtworzona w reformie administracyjnej 1973 roku w poprzednich granicach z niewielkimi zmianami: łąki w dolinie Tanwi i Wirowej oraz las „Kobylanka” przeniesiono do nowo utworzonej gminy Obsza, a lasy „Dębowce Osuchowskie” i „Karczmisko” – do odtworzonej gminy Józefów.

## Struktura powierzchni
Według danych z roku 2002 gmina Łukowa ma obszar 148,75 km², w tym:
- użytki rolne: 47%
- użytki leśne: 45%

Gmina stanowi 8,87% powierzchni powiatu.

## Demografia

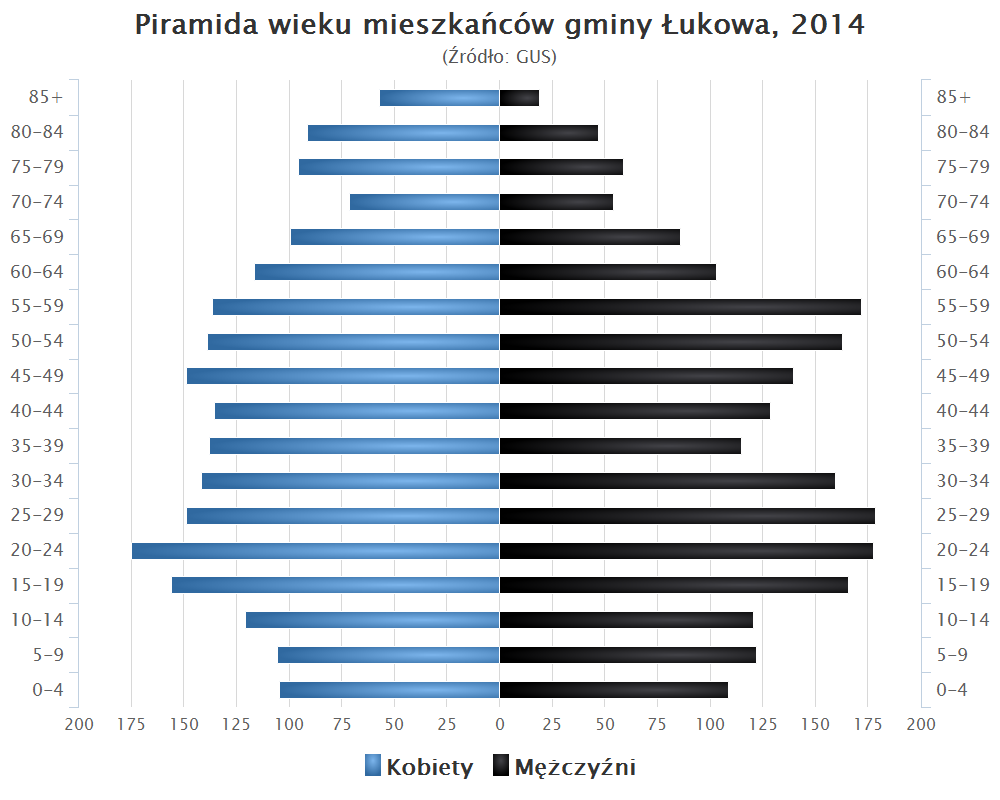
Piramida wieku mieszkańców gminy Łukowa w 2014 roku

Dane z 30 czerwca 2004:
| Opis                              | Ogółem | Ogółem | Kobiety | Kobiety | Mężczyźni | Mężczyźni |
| --------------------------------- | ------ | ------ | ------- | ------- | --------- | --------- |
| Jednostka                         | osób   | %      | osób    | %       | osób      | %         |
| Populacja                         | 4581   | 100    | 2333    | 50,9    | 2248      | 49,1      |
| Gęstość zaludnienia [mieszk./km²] | 30,8   | 30,8   | 15,7    | 15,7    | 15,1      | 15,1      |

## Sołectwa
Chmielek (sołectwa: Chmielek I i Chmielek II), Łukowa (sołectwa: Łukowa I, Łukowa II i Łukowa III, Łukowa IV-Borowiec) Osuchy–Kozaki, Pisklaki, Podsośnina, Szostaki, Szarajówka.

## Sąsiednie gminy
Aleksandrów, Józefów, Księżpol, Obsza, Susiec, Tarnogród